# Noordelijke Ontwikkelingsas
Noordelijke Ontwikkelingsas of NOA is een as die Sint-Petersburg, Helsinki, de Baltische staten, Noord-Polen, de Sontregio (Kopenhagen en Malmö), Hamburg/Bremen en de Randstad onderling verbindt. Dit is de bestpresterende Europese regio, zowel qua economische groei en innovatie als onderwijs. 
De regio's op de as kennen veel overeenkomsten met elkaar. Kenmerkende overeenkomsten zijn een goed opgeleide beroepsbevolking, veel kennisintensieve bedrijvigheid, een groot aantal universiteiten en een overeenkomstige cultuur. Daarnaast is het gebied ruwweg de oude Hanze. Ook wat betreft de aard van de bedrijvigheid zijn er veel overeenkomsten en vullen de regio's elkaar aan. Belangrijke activiteiten zijn de maritieme handel en logistiek. Sterk in opkomst zijn innovatieve activiteiten op het terrein van life sciences, agribusiness, energie, duurzaamheid en ICT. Deze ontwikkeling zien we ook in Nederland.